# Jim Pritchard
James George Pritchard (Winnipeg, 14 febbraio 1948 – Vancouver, 1º aprile 2014) è stato un hockeista su ghiaccio canadese.
Nel corso della carriera militò nella World Hockey Association.

## Carriera
Pritchard giocò a livello giovanile nella WCJHL con i Winnipeg Monarchs, squadra della propria città con cui si mise in luce nella stagione 1967-68. Per questo motivo in occasione dell'NHL Amateur Draft 1968 fu scelto in terza posizione assoluta dai Montreal Canadiens.
Il suo esordio fra i professionisti giunse l'anno successivo nella Central Hockey League presso il farm team dei Canadiens, gli Houston Apollos, mentre negli anni successivi nella stessa lega vestì le maglie dei Kansas City Blues e degli Amarillo Wranglers. La sua carriera proseguì nelle leghe minori nordamericane, in particolare nella Eastern Hockey League e la North American Hockey League.
Nel corso della stagione 1974-75 Pritchard ebbe modo di esordire nella World Hockey Association disputando due partite con la maglia dei Chicago Cougars. Proseguì la propria carriera fino al 1977, anno del proprio ritiro. Pritchard morì nell'aprile del 2014 a Vancouver.

## Palmarès

### Individuale
- EHL First All-Star Team: 1

1971-1972
- NAHL Second All-Star Team: 1

1974-1975, 1975-1976